# Pierre Gastou
Pas d'image ? Cliquez ici

a Compétitions nationales et continentales officielles uniquement.

Pierre Gastou, né le 16 août 1923 à Villeneuve-de-la-Raho (Pyrénées-Orientales) et mort le 16 avril 1953 à Casablanca (Maroc), est un joueur français de rugby à XV et de rugby à XIII évoluant au poste de deuxième ligne dans les années 1940 et 1950.
Natif du Roussillon, Pierre Gastou pratique durant sa jeunesse l'athlétisme et le rugby à XV. À la sortie de la Seconde Guerre mondiale, il s'engage avec l'U.S.A. Perpignan. En 1949, en cours de saison, il change de code de rugby pour signer au rugby à XIII avec l'A.S. Carcassonne. Il remporte avec ce dernier le Championnat de France : 1950, 1952 et 1953, ainsi que la Coupe de France en 1951 et 1952.
En janvier 1953, il quitte la France pour s'expatrier au Maroc et prend part à des rencontres de rugby à XV. Il décède avant ses trente ans dans un accident au cours de son activité professionnelle.

## Palmarès

### Rugby à XIII
- Collectif :
  - Vainqueur du Championnat de France : 1950  (Carcassonne).
  - Vainqueur de la Coupe de France : 1951 (Carcassonne).

#### Détails en club
| Saison  | Saison         | Championnat           | Championnat | Coupe           | Coupe      |
| Saison  | Saison         | Comp.                 | Class.      | Comp.           | Class.     |
| ------- | -------------- | --------------------- | ----------- | --------------- | ---------- |
| 1949-50 | AS Carcassonne | Championnat de France | Vainqueur   | Coupe de France | 1/8 finale |
| 1950-51 | AS Carcassonne | Championnat de France | 1/2 finale  | Coupe de France | Vainqueur  |

## Postérité
En son honneur, la ville de Banyuls-sur-Mer nomme son stade «State Pierre-Gastou ».